# Eleccions presidencials del Kirguizstan de 2009
El 23 de juliol de 2009 es van celebrar eleccions presidencials al Kirguizstan. La data es va fixar després que el Tribunal Constitucional dictaminés que l'ampliació del mandat presidencial de quatre a cinc anys no s'aplicava fins a les següents eleccions presidencials, convocant-les per al 25 d'octubre de 2009; en resposta, una comissió del Parlament va proposar la data de les eleccions de juliol, que va ser aprovada pel Parlament del llavors president, Kurmanbek Bakíev, dominat per Ak Jol. Bakíev, que havia anunciat prèviament la seva intenció de presentar-se a la reelecció, va ser reelegit l'1 de maig de 2009.
El dia de les eleccions, el principal candidat de l'oposició, Almazbek Atambàiev, es va retirar de la competició electoral, al·legant que creia que s'havia recorregut àmpliament al frau i que, per tant, considerava les eleccions il·legítimes. L'Organització per a la Seguretat i la Cooperació a Europa (OSCE) també va afirmar que Bakíev tenia avantatges injustos en termes de cobertura mediàtica superior de la seva campanya, i de manipulació de vots. Finalment, Bakíev va ser declarat vencedor de les eleccions amb el 76% dels vots. Un míting de l'oposició el dia de les eleccions va ser dissolt per la policia kirguís.

## Candidats

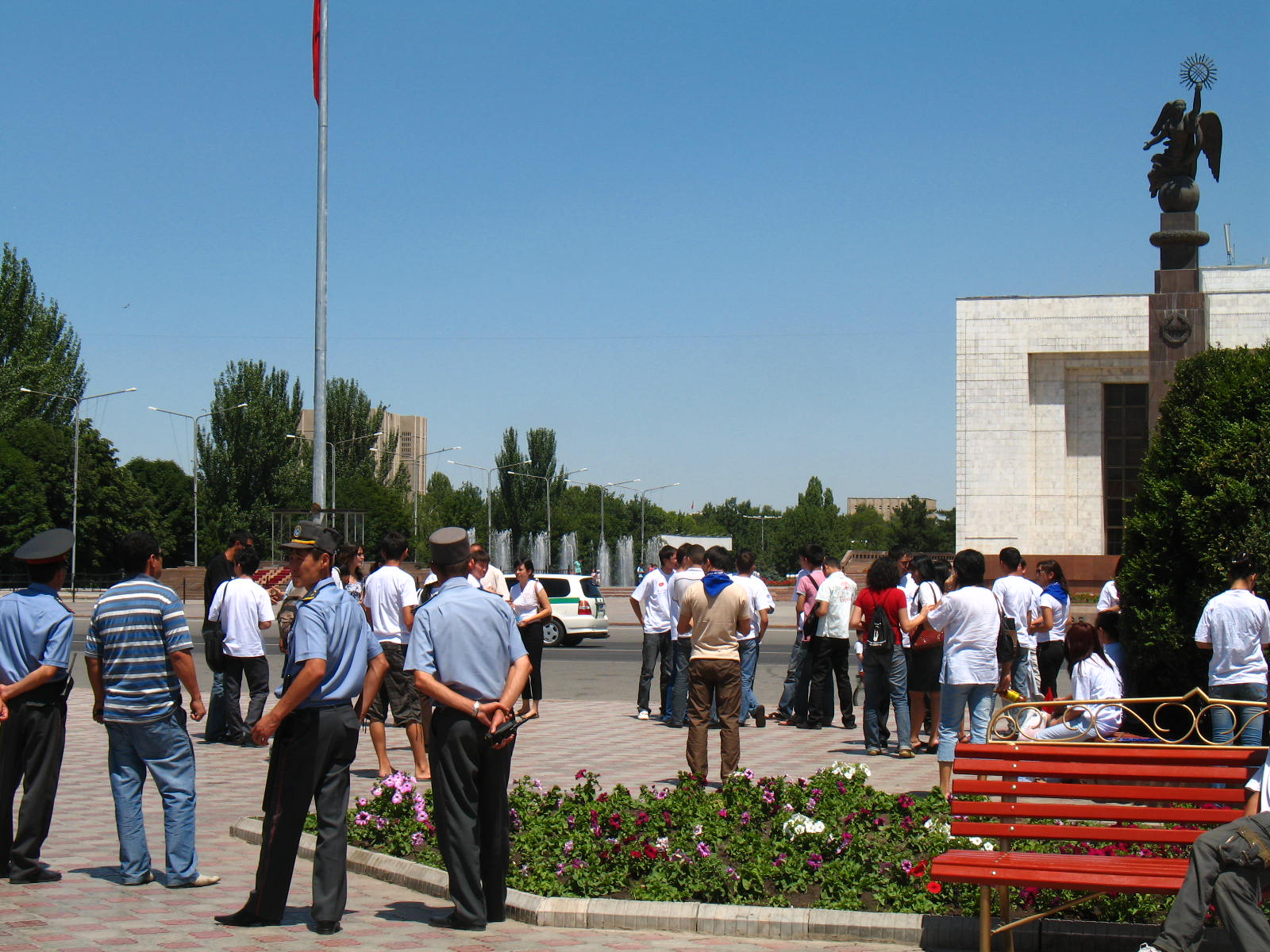
Un míting estudiantil en la plaça Ala-Too a principis de juliol a favor d'Atambàiev

El 20 d'abril de 2009, l'Oposició Unida va anunciar el seu candidat: Almazbek Atambàiev, líder del Partit Socialdemòcrata del Kirguizstan, únic partit de l'oposició amb representació parlamentària. Un altre polític de l'oposició, l'exministre de Defensa Ismail Issakov, va anunciar el 19 de maig de 2009 que es retirava de la carrera per a millorar les possibilitats d'Atambàiev, la qual cosa va reduir el nombre de possibles candidats de 18 a 17.
A més de Bakíev i Atambàiev, es van aprovar altres tres candidatures: Les de Toktaium Umetalieva (presidenta de l'Associació d'Organitzacions No Governamentals i sense Ànim de Lucre), el metge Djenguixbek Nazaraliev i Temir Sariev.
La campanya publicitària de Bakíev va consistir principalment en anuncis de televisió, tanques publicitàries i fullets propagandístics en aparadors de botigues, empreses i quioscos. La campanya publicitària de Nazaraliev va consistir principalment en fulls volants i revistes de propaganda repartides per les residències del Kirguizstan, així com petits anuncis de paper pegats en parets i pals de tota Bixkek. Atambàiev va celebrar mítings i també va col·locar anuncis en paper.